# Arthur Adamov
Arthur Adamov (n. 23 august 1908, Kislowodsk, d. 15 martie 1970, Paris) a fost un dramaturg francez de origine ruso-armeană.
Reprezentant al teatrului contemporan de avangardă (teatrul absurdului). Dramaturgie întemeiată pe procedeele antiteatrului, de o extremă sobrietate a realizării, ce simbolizează absurditatea condiției umane, singurătatea și neliniștea, mutilarea morală.
În 1970 s-a sinucis.

## Opere
- Invazia (L'invasion) - 1950
- Marea și mica manevră (La grande et la petite manouvre) - 1950
- Parodia (La parodie) - 1952
- Profesorul Taranne (Le professeur Taranne) - 1953
- Ping-pong (Le ping-pong) - 1955
- Paolo Paoli - 1957

Proza confesivă:
- Mărturisirea (L'aveu) - 1946